# Трииодид бора
Трииодид бора — неорганическое соединение бора и иода с формулой BI3, белое твердое вещество, взрывающееся при взаимодействии с водой. Ядовит.

## Получение
- Непосредственно из элементов:

{\displaystyle {\mathsf {2\ B+3\ I_{2}\ {\xrightarrow {400^{o}C}}\ 2\ BI_{3}}}}
- Из тетрагидридобората лития:

{\displaystyle {\mathsf {3\ Li[BH_{4}]+8\ I_{2}\ {\xrightarrow {400^{o}C}}\ 3\ BI_{3}+3\ LiI+4\ HI+4\ H_{2}}}}

## Физические свойства
Трёхиодистый бор представляет собой белое твердое вещество, взрывающееся при взаимодействии с водой.
Растворяется в бензоле, сероуглероде и четыреххлористом углероде.
Неустойчив на свету. Весьма токсичен.
Может обладать коррозионными свойствами.

## Химические свойства
- Разлагается при сильном нагревании или на свету:

{\displaystyle {\mathsf {2\ BI_{3}\ {\xrightarrow {>700^{o}C}}\ 2\ B+3\ I_{2}}}}
- Реагирует с водой:

{\displaystyle {\mathsf {BI_{3}+3H_{2}O\ \longrightarrow \ B(OH)_{3}\downarrow +3HI}}}
- Реагирует с кислотами, при этом проявляются восстановительные свойства трииодида бора:

{\displaystyle {\mathsf {8\ BI_{3}+3\ H_{2}SO_{4}\ +12H_{2}O{\xrightarrow[{}]{100^{o}C}}\ 8\ B(OH)_{3}\downarrow +12\ I_{2}+3\ H_{2}S\uparrow }}}
- и щелочами:

{\displaystyle {\mathsf {BI_{3}+4\ NaOH\ \longrightarrow \ Na[B(OH)_{4}]+3\ NaI}}}
- Окисляется кислородом до оксида бора[1]:

{\displaystyle {\mathsf {2BI_{3}+9O_{2}{\xrightarrow[{}]{150-175^{o}C}}\ B_{2}O_{3}+3I_{2}O_{5}}}}

## Сферы применения
Бора трииодид вследствие своей неустойчивости не находит широкого применения. 

## Токсичность
Трииодид бора весьма ядовит. В больших концентрациях очень сильно раздражает кожу и слизистые оболочки. Летальная доза для крыс 15 мг/кг. ПДК трёхиодистого бора в воздухе составляет 1 мг/м³. Класс опасности — 2.